# Transitividad (gramática)
La transitividad es una característica de ciertos verbos de poder tener dos participantes o argumentos nucleares, un argumento externo al sintagma verbal (llamado usualmente sujeto gramatical, argumento A o simplemente argumento externo) y otro argumento interno (llamado usualmente primer objeto).
Los verbos que tienen dicha característica se llaman 'verbos transitivos' y los que no la poseen se llaman 'verbos intransitivos' (en español algunos verbos transitivos admiten casos en que aparecen sin objeto: 'como manzanas'/ 'estoy comiendo'). Algunos verbos admiten diátesis transitivas e intransitivas, por lo que sería más razonable[cita requerida] hablar de construcciones transitivas y construcciones intransitivas (ya que el verbo en unas y otra puede ser el mismo al no ser la transitividad una propiedad léxica de esos verbos).
En las lenguas nominativo-acusativas, el argumento externo se marca en caso nominativo y el interno en acusativo. 
Otra manera de explicar la transitividad es considerarla como una relación de determinación semántica donde el verbo es el determinado y el complemento directo es el que precisa, orienta o determina la acción verbal. Así, los verbos transitivos son los que necesitan acotación semántica porque su significado es muy amplio, vago o general. Por el contrario, los verbos intransitivos son aquellos que, siendo autosuficientes semánticamente, no necesitan de ninguna determinación o acotación.
Las oraciones transitivas se caracterizan por tener como núcleo a un verbo transitivo que debe llevar un complemento directo para completar su significado más allá de que puedan aparecer en la oración otros complementos verbales.

## Alineamiento morfosintáctico
La existencia de verbos transitivos en todas las lenguas permite clasificarlas desde el punto de vista tipológico en nominativo-acusativas, ergativas, inactivas, etc. En lo que sigue denominaremos a los dos participantes principales de un verbo transitivo A (sujeto-agente) y O (objeto-paciente) y denotaremos al único participante de un verbo intranstivo S (sujeto simple). Como todas las lenguas necesitan algún medio para distinguir las funciones A y O, pueden clasificarse las lenguas según el tratamiento que dan a S, A y O como: Dixon 1994
1. Lenguas nominativo-acusativas, que tratan esencialmente S y A de la misma manera y O de una manera diferente. En latín por ejemplo S y A se marcan con caso nominativo cuando aparecen junto a un verbo (en voz activa) y se marca O con caso acusativo. En español, S y A suelen preceder al verbo mientras que O suele ir detrás de él.
2. Lenguas ergativo-absolutivas, que tratan esencialmente S y O de la misma manera, marcándolas con caso absolutivo cuando la lengua tiene caso morfológico explícito; mientras que A suele marcarse con caso ergativo.

Algunas lenguas presentan en algunos tipos de oraciones un alineamiento del primer tipo, pero en otras un alineamiento del segundo tipo según cierto criterio semántico, y en ese caso se dice que presentan ergatividad escindida. El caso de las lenguas activo-inactivas puede entenderse como un caso de ergatividad escidindida dado por el significado del verbo. Finalmente algunas lenguas marginalmente marcan diferentemente S, A y O llamándose estas lenguas, lenguas tripartitas, o repartidas.

## Verbos transitivos en español
En español estándar, brincar y saltar significan más o menos lo mismo; sin embargo, podemos decir "Pedro salta obstáculos" pero no "Pedro brinca obstáculos"; saltar es, pues, un verbo transitivo porque puede llevar o no complementos directos, esto es, posee transitividad, mientras que brincar es verbo intransitivo porque no los puede llevar, esto es, no posee transitividad.
El complemento directo es la persona, animal o cosa modificada o afectada en forma inmediata por la acción del verbo, en español puede sustituirse por el pronombre átono lo, la, los o las si es de tercera persona (pronominalización):
Pedro supera obstáculos = Pedro los supera.
Si se vuelve el verbo transitivo a voz pasiva, el complemento directo se transforma en sujeto paciente:
Los obstáculos son superados por Pedro.
Un verbo que en español se usa como transitivo es hacer, ya que siempre es necesario especificar qué se hace para completar la frase:
(1a) No quiero hacerlo.
(1b) No quiero hacer.
(1c) No lo quiero hacer.
En (1a) el objeto va pospuesto y por tanto está claro que hacer en esa oración es claramente transitivo, en cambio (1b) es una oración que solo se puede dar en contextos muy específicos, porque no hay referencia al objeto. Por último (1c) es un caso en el que el objeto ha sufrido un desplazamiento hasta la posición preverbal del verbo de la oración principal, y se puede argüir que sintácticamente aunque ha cambiado de posición ha dejado una huella (Øi) que permite encontrar la referencia al objeto.
Otros verbos como tener aunque semánticamente requieren un objeto pueden aparecer en ciertos contextos sin objeto cuando este es indefinido:
(2a) No tengo dinero
(2b) ¿Tienes dinero? No, no tengo
En español algunos verbos transitivos admiten una forma intransitiva sin complemento directo, cuando uno de los argumentos verbales es irrelevante o no se explica directamente como en los casos de uso absoluto, es decir, cuando la acción expresada por el verbo es importante en sí misma, como por ejemplo comer. Es decir, la frase Estoy comiendo, tiene significado completo, no carece de nada. Puede ser la respuesta a una pregunta como: ¿Por qué no estás estudiando? Esto quiere decir que en un contexto determinado, donde no importa qué tipo de comida se está comiendo, sino el hecho de estar comiendo en sí, puede no explicitarse el complemento directo, porque siempre se va a entender que lo que se come es comida. En el caso de que alguien preguntara ¿Qué estás comiendo? sí se habría de especificar el complemento directo. No se podría dar simplemente como respuesta Estoy comiendo.
Además, en español hay ciertos verbos transitivos que pueden presentar una variante intransitiva no pronominal. Este fenómeno es analizado en los estudios de Elena Felíu Arquiola y Marta Torres Martínez. Algunos ejemplos son verbos como congelar, abrir o cerrar. Es decir, la frase La puerta no se cierra bien también se puede expresar como La puerta no cierra bien; habiendo cambiado de una forma transitiva del verbo a una intransitiva no pronominal.
La mayoría de verbos transitivos admiten voz pasiva. Sin embargo, hay verbos transitivos que no se pueden pasar a voz pasiva. Un ejemplo serían los verbos haber y tener. La frase Tengo un perro no puede pasarse a voz pasiva: *Un perro es tenido por mí. Al igual que la frase Hay fruta: *La fruta es habida.
Los verbos intransitivos son aquellos que tienen, por sí mismos, significado completo y, por lo tanto, no necesitan un complemento para formar el predicado de una oración. Por ejemplo: El visitante desapareció.

### Explicaciones de la transitividad
La transitividad ha sido definida en la gramática tradicional española como la capacidad de determinados verbos de hacer recaer la acción en una persona o cosa que es término o complemento de la acción. La transitividad, así definida, parece sinónimo de actividad, o lo que es lo mismo, los verbos transitivos deben tener el rasgo semántico [+ activo]. A esta forma de definir la transitividad puede objetarse que verbos como padecer, sufrir o temer son transitivos y, en cambio, el rasgo semántico [+ activo] es inexistente. 

### Transitividad como estructura oracional
Bernard Pottier y Rafael Cano Aguilar coinciden en calificar la transitividad y la intransitividad como un problema de estructura oracional. Un verbo intransitivo responde más al concepto de proceso verbal puro, en las oraciones intransitivas se atiende más a la acción verbal en sí misma (síntesis). Lo cual no quiere decir que este mismo verbo no pueda usarse transitivamente en otra oración (voluntad de información, estructura analítica). Así pues, no hay verbos monovalentes, sino usos monovalentes de los verbos.
Emilio Alarcos Llorach coincide en este punto con Pottier y Cano, y explica la transitividad como una cuestión de clasificación de predicados. Según Alarcos, la transitividad no debe entenderse como el resultado de una necesidad gramatical del verbo, sino de una necesidad comunicativa de los hablantes. Alarcos matiza la transitividad como un fenómeno de orden léxico; así pues, los verbos con gran extensión semántica necesitan de un objeto para restringir su significado (hacer, dar, tener). También cabe la posibilidad de considerar la transitividad no solo como una exigencia de complemento directo, sino como exigencia no optativa de complementación.